# 平沢堤川高速道路
平沢堤川高速道路（ピョンテクチェチョンこうそくどうろ、40号線）は、京畿道平沢市から忠清北道堤川市に至る高速道路である。

## 概要
1980年代から計画された牙山湾の港湾開発が、1992年公示された韓国の第3次国土総合開発計画で確定、これにより南北線の西海岸高速道路とともに東西線として計画された高速道路である。1993年の国土幹線道路計画では2011年までに平沢～堤川間の高速道路を整備する方針となっていた。以降、西海岸高速道路の整備確定と共に本路線の部分開通を前提とし事業が進められ、1996年、着工計画が最終確定、1997年に新たな東西高速道路である平沢陰城高速道路として整備されることとなった。
2002年、西平沢JCT～西安城IC間の初めての区間が開通したこととともに、整備計画が延伸、平沢忠州高速道路と改称された。2008年、最初の計画であった平沢（西平沢JCT）～陰城（大所JCT）間が開通したこととともに、平沢堤川高速道路に改称、本来の構想であった堤川までの整備計画が確定された。

### 路線データ
- 起点：京畿道平沢市青北邑（西平沢JCT）
- 終点：忠清北道堤川市錦城面（堤川JCT）
- 全長：127.4 km
- 管理会社：韓国道路公社
- 制限最高速度 100 km/h
- 制限最低速度 50 km/h
- 車線数
  - 西平沢JCT～西安城IC：6車線（但し、松炭IC～安城JCT間は8車線）
  - 西安城IC～堤川JCT：4車線

## 歴史
- 1997年8月27日 高速国道24号平沢陰城高速道路を新たに指定
- 2001年8月25日 高速国道の指定・ナンバリングのスキームの変更により、高速国道40号[7]に改番
- 2002年12月5日 終点を忠州市まで延伸し平沢忠州高速道路に改称
- 2002年12月12日 西平沢JCT～西安城IC間開通
- 2007年8月31日 西安城IC～南安城IC間開通
- 2008年1月3日 終点を堤川市まで延伸し平沢堤川高速道路に改称
- 2008年11月11日 南安城IC～大所JCT開通
- 2013年8月12日 大所JCT～忠州JCT間開通
- 2014年10月31日 忠州JCT～東忠州IC間開通
- 2015年6月30日 - 東忠州IC～堤川JCT間開通により、全線開通

## 道路状況

### 交通量
24時間交通量（台） 交通量統計年報（随時統計）
| 区間                       | 2003年 | 2005年 | 2010年 | 2015年 | 2020年 | 2023年  |
| -------------------------- | ------ | ------ | ------ | ------ | ------ | ------- |
| 西平沢JCT - 青北IC         | 34,730 | 48,982 | 59,360 | 77,387 | 74,173 | 100,340 |
| 青北IC - 平沢JCT           | 38,685 | 46,410 | 57,795 | 76,995 | 93,649 | 104,852 |
| 平沢JCT - 平沢古德IC       | 38,685 | 46,410 | 52,521 | 72,525 | 65,465 | 79,402  |
| 平沢古德IC - 松炭IC        | 38,685 | 46,410 | 52,521 | 72,525 | 58,393 | 72,924  |
| 松炭IC - 安城JCT           | 37,729 | 47,845 | 58,297 | 71,165 | 68,242 | 81,341  |
| 安城JCT - 西安城IC         | 4,321  | 3,995  | 36,980 | 55,124 | 73,062 | 77,176  |
| 西安城IC - 南安城IC        | 未開通 | 未開通 | 36,852 | 43,608 | 54,721 | 62,095  |
| 南安城IC - 北鎮川IC        | 未開通 | 未開通 | 23,419 | 40,056 | 49,485 | 53,712  |
| 北鎮川IC - 大所JCT         | 未開通 | 未開通 | 24,361 | 28,240 | 31,968 | 45,735  |
| 大所JCT - 金旺コットンネIC | 未開通 | 未開通 | 未開通 | 30,787 | 40,921 | 47,069  |
| 金旺コットンネIC - 陰城IC  | 未開通 | 未開通 | 未開通 | 28,161 | 37,677 | 43,050  |
| 陰城IC - 西忠州IC          | 未開通 | 未開通 | 未開通 | 21,229 | 30,506 | 36,905  |
| 西忠州IC - 忠州JCT         | 未開通 | 未開通 | 未開通 | 20,216 | 27,235 | 31,379  |
| 忠州JCT - 老隠JCT          | 未開通 | 未開通 | 未開通 | 17,511 | 22,982 | 26,155  |
| 老隠JCT - 東忠州IC         | 未開通 | 未開通 | 未開通 | 19,747 | 24,911 | 28,601  |
| 東忠州IC - 堤川JCT         | 未開通 | 未開通 | 未開通 | 14,581 | 18,528 | 22,544  |

## インターチェンジなど
| IC 番号                           | 施設名                            | 施設名                            | 接続路線名                                                    | 起点 から (km)                    | 備考                              | 所在地                            | 所在地                            |
| 平沢始興高速道路 南安山・君子方面 | 平沢始興高速道路 南安山・君子方面 | 平沢始興高速道路 南安山・君子方面 | 平沢始興高速道路 南安山・君子方面                             | 平沢始興高速道路 南安山・君子方面 | 平沢始興高速道路 南安山・君子方面 | 平沢始興高速道路 南安山・君子方面 | 平沢始興高速道路 南安山・君子方面 |
| --------------------------------- | --------------------------------- | --------------------------------- | ------------------------------------------------------------- | --------------------------------- | --------------------------------- | --------------------------------- | --------------------------------- |
| 1                                 | 西平沢JCT                         | 서평택 분기점                     | 高速国道15号西海岸線 高速国道153号平沢始興線（連結）          | 0.0                               |                                   | 京畿道                            | 平沢市                            |
| 2                                 | 青北IC                            | 청북 나들목                       | 国道39号（西海路）                                            | 2.8                               |                                   | 京畿道                            | 平沢市                            |
| SA                                | 平沢SA                            | 평택 휴게소                       |                                                               | 5.2                               |                                   | 京畿道                            | 平沢市                            |
| 2-1                               | 平沢JCT                           | 평택 분기점                       | 高速国道17号平沢坡州線                                        | 8.0                               |                                   | 京畿道                            | 平沢市                            |
| 2-2                               | 平沢古德IC                        | 평택고덕 나들목                   | 尖端大路                                                      | 13.7                              |                                   | 京畿道                            | 平沢市                            |
| 3                                 | 松炭IC                            | 송탄 나들목                       | 地方道302号（青元路）                                         | 20.9                              |                                   | 京畿道                            | 平沢市                            |
| 4                                 | 安城JCT                           | 안성 분기점                       | 高速国道1号京釜線                                             | 23.7                              |                                   | 京畿道                            | 安城市                            |
| 5                                 | 西安城IC                          | 서안성 나들목                     | 国道45号（南北大路）                                          | 25.7                              |                                   | 京畿道                            | 安城市                            |
| 6                                 | 南安城IC                          | 남안성 나들목                     | 国家支援地方道23号（安城大路）                                | 35.9                              |                                   | 京畿道                            | 安城市                            |
| SA                                | 安城マッチュムSA                  | 안성맞춤 휴게소                   |                                                               | 38.7                              |                                   | 京畿道                            | 安城市                            |
| 6-1                               | 南安城JCT                         | 남안성 분기점                     | 高速国道29号世宗抱川線                                        | 42.4                              |                                   | 京畿道                            | 安城市                            |
| 7                                 | 北鎮川IC                          | 북진천 나들목                     | 国道17号（生居鎮川路） 地方道302号（梨徳路）                  | 55.4                              |                                   | 忠清北道                          | 鎮川郡                            |
| 8                                 | 大所JCT                           | 대소 분기점                       | 高速国道35号中部線                                            | 57.9                              |                                   | 忠清北道                          | 陰城郡                            |
| 9                                 | 金旺コットンネIC                  | 금왕 꽃동네 나들목                | 国道21号（鎮城路） 陰城郡道26号（孟洞産団支援路）             | 65.1                              |                                   | 忠清北道                          | 陰城郡                            |
| SA                                | 金旺SA                            | 금왕 휴게소                       |                                                               | 69.0                              |                                   | 忠清北道                          | 陰城郡                            |
| 10                                | 陰城IC                            | 음성 나들목                       | 国道37号（笙陰大路）                                          | 72.4                              |                                   | 忠清北道                          | 陰城郡                            |
| 11                                | 西忠州IC                          | 서충주 나들목                     | 国道3号（中原大路） 国家支援地方道49号・地方道306号（龍広路） | 77.8                              |                                   | 忠清北道                          | 忠州市                            |
| 12                                | 忠州JCT                           | 충주 분기점                       | 高速国道45号中部内陸線                                        | 85.5                              | 昌原方面と堤川方面の連絡はなし    | 忠清北道                          | 忠州市                            |
| 13                                | 老隠JCT                           | 노은 분기점                       | 高速国道45号中部内陸線                                        | 90.9                              | 昌原方面と堤川方面の連絡のみ      | 忠清北道                          | 忠州市                            |
| 13                                | 北忠州IC                          | 북충주 나들목                     | 国家支援地方道82号（甘老路）                                  | 90.9                              | 堤川方面のみ直接連絡              | 忠清北道                          | 忠州市                            |
| 14                                | 東忠州IC                          | 동충주 나들목                     | 国道19号（忠原大路）                                          | 103.2                             |                                   | 忠清北道                          | 忠州市                            |
| SA                                | 天登山SA                          | 천등산 휴게소                     |                                                               | 104.8 109.6                       | 堤川方面 平沢方面                 | 忠清北道                          | 忠州市                            |
| 15                                | 堤川JCT                           | 제천 분기점                       | 高速国道55号中央線                                            | 126.9                             |                                   | 忠清北道                          | 堤川市                            |
| 計画中（将来）                    |                                   |                                   |                                                               |                                   |                                   |                                   |                                   |

## 将来
堤川から三陟までの区間は以降の高速道路建設計画に将来路線として反映されることとなり、堤川～寧越間は東西6軸の先行整備区間として2017年確定の第一次高速道路建設計画に反映された。残りの寧越～三陟間は2022年確定告示された第二次高速道路建設計画で整備計画が確定されたものの、これらの区間は事業費の増加（堤川～寧越）による費用便益比 (B/C)の再調査や事業の検討（寧越～三陟）による調査で事業が保留中であった。しかし2024年12月から2025年1月までに行われた財政事業評価で両区間ともに調査を通過、事業が確定された。